# Luigi Colombetti
Luigi Peroncini Colombetti (Stradella, 16 agosto 1872 – Torino, 29 aprile 1958) è stato un maestro di scherma e militare italiano.

## Biografia
Dopo avere trascorso l'infanzia in Italia si trasferì in Argentina a seguito del padre. Rientrato in patria decide di abbandonare gli studi ed arruolarsi, finendo nel corpo dei Bersaglieri. Nel corso di questa permanenza raggiunse il grado di sergente e frequentò un corso di ginnastica nel quale venne notato dal Maestro Porcaro, il quale lo fece trasferire alla Scuola Magistrale di Scherma guidata dal Maestro Masaniello Parise, capostipite della moderna scherma italiana. Dopo tre anni di Scuola e successivi due di perfezionamento a Palermo, Nel 1900, terminato il servizio militare, venne assunto quale Maestro presso il prestigioso Club Scherma Torino, che all'epoca aveva sede presso nel palazzo Thaon di Revel in Via Ospedale 24 a Torino, dove insegnò tutta la vita.
Fu valente schermitore tra la fine dell'800 ed i primi lustri del '900, tra i suoi successi il trofeo internazionale di Torino del 1902, dove primeggiò della gara di spada tra i 121 Maestri di scherma presenti..
Nel corso dei decenni formò ed allenò numerosi futuri maestri come Francesco Visconti e Giuseppe Mangiarotti e campioni, tra i quali spiccarono per le medaglie olimpiche Giorgio Anglesio e Giuseppe Delfino, entrambi nella specialità della spada.
Si spense per un male incurabile nella sua casa torinese il 29 aprile 1958.
È sepolto nel Cimitero monumentale di Torino.